# Астероид класса F
Астероиды класса F — это довольно редкий класс астероидов, которые входят в состав группы углеродных астероидов. Примерами астероидов этого спектрального класса могут служить астероиды (877) Валькирия, (704) Интерамния и (45) Евгения.

## Характеристики
В целом схожи с астероидами класса B, но без следов "воды", поглощающей на длине волны около 3 мкм, указывающей на наличие гидратированных минералов, различающихся на длине волны низкой части ультрафиолетового спектра ниже 0,4 мкм.
По критериям классификации SMASS астероиды классов B и F (в классификации Толена) почти неразличимы между собой и соответствуют классу B.